# PZL P.11

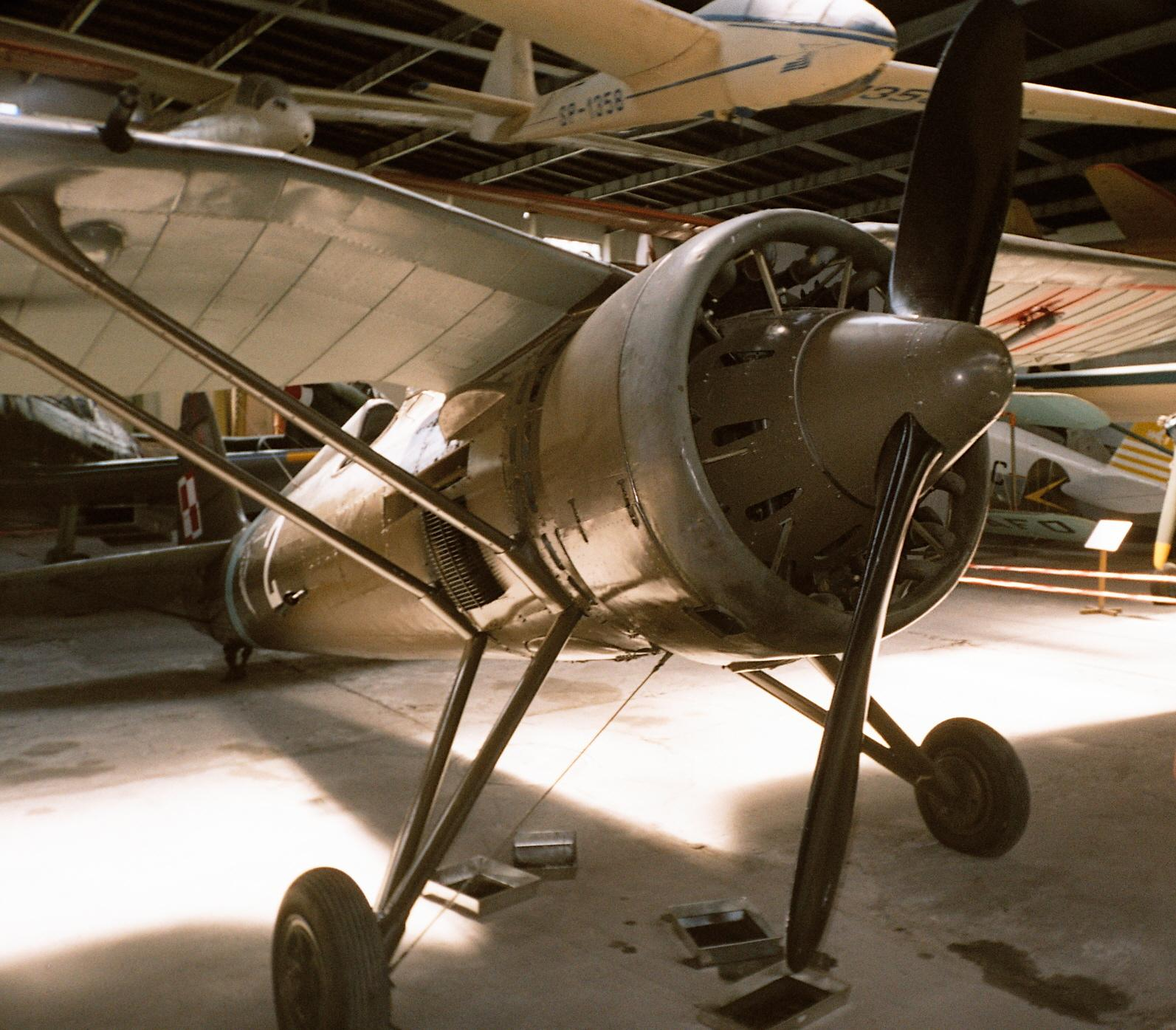
PZL P.11 (Музей польської авіації)

PZL P.11 (ПЗЛ П.11) — польський одномоторний винищувач-моноплан, що випускався фірмою PZL, перебував на озброєнні польських ВПС перед Другою світовою війною.
На початку 1930-х років це був один з найкращих літаків світу, але до 1939 р. він застарів і за швидкістю поступався навіть польському бомбардувальнику PZL-37 «Лось», а тим більше наймасовішому німецькому винищувачу Мессершмітт Bf.109. Але польським льотчикам вдавалося здобувати перемоги в повітрі. У 5:30 1 вересня 1939 поручник Владислав Гнись збив перший німецький літак, Дорньє Do 17. Єдиний екземпляр PZL P.11, що зберігся, знаходиться в Музеї польської авіації в Кракові.

## Технічні дані
- Довжина: 7,55 м
- Висота: 2,85 м
- Розмах крил: 10,72 м
- Польотна маса 1110 кг.
- Екіпаж 1 чоловік.
- Максимальна швидкість 360 км/год.

PZL P.11c

- Максимальна висота польоту 8040 м.
- Дальність польоту 550 км.
- Озброєння: 2 або 4 кулемети Vickers F калібру 7,7 мм